# Дейв Крузен
Дейв Крузен — американський музикант, найвідоміший як барабанщик Pearl Jam та Candlebox.

## Життєпис
Дейв Крузен народився в Гіг-Гарборі, штат Вашингтон, США. Коли йому було тринадцять років, він вже грав в шкільному гурті Outrigger на барабанах. Він захоплювався музикою Елвіса Преслі, Чака Беррі, The Beatles, а також рок-гуртів Led Zeppelin, Rolling Stones, The Who та інших.
В 1990 році шкільний знайомий Тал Геттлінг розповів Крузену, що сіетлські музиканти Джеф Амент та Стоун Ґоссард, чий гурт Mother Love Bone нещодавно розпався через смерть вокаліста, шукають барабанщика. Крузенові вдалось вразити Джефа та Стоуна і він отримав цю позицію, попри велику конкуренцію. Через місяць до них приєднався вокаліст Едді Веддер. Згодом колектив отримав назву Pearl Jam. Окрім концертів, Крузен брав участь в запису першого студійного альбому Pearl Jam Ten. В той самий час в нього почали з'являтись персональні проблеми: він зловживав алкоголем, потрапляв у бійки та постійно зникав. Коли Pearl Jam вирушили до Великої Британії зводити альбом, Крузена залишили в США і згодом знайшли йому тимчасову заміну — Метта Чемберлена. Сам Крузен потрапив до клініки та зміг остаточно вилікуватись від шкідливої звички лише в 1994 році. На той час Pearl Jam стали всесвітньо відомим рок-гуртом, а альбом Ten, в записі якого Крузен брав участь, став платиновим.
В 1994 році Крузен заснував рок-гурт Diamond Star Halo разом з Аароном Сераво, випустивши в 1995 році альбом In The Rough. Після цього він деякий час грав в гурті Hovercraft, з яким видав альбом Akathisia, виступаючи під псевдонімом Karl 3-30. 1997 року Крузен приєднався до сіетлського колективу Candlebox, де брав участь в записі платівок Happy Pills (1998), Into the Sun (2008), Love Stories and Other Musings (2012). Також у 2000 році Крузен відзначився на дебютному альбомі проєкту Unified Theory. Окрім студійної работи, Дейв Крузен неодноразово виступав з відомими виконавцями та колективами, серед яких Foo Fighters, Іда Марія, Джек Темпчін та багато інших.
У 2017 році Дейв Крузен увійшов до Зали слави рок-н-ролу в складі Pearl Jam. 2022 року він виступив з Pearl Jam на концерті у Фресно, вперше за більш ніж тридцять років.

## Дискографія
Pearl Jam
- 1991 — Ten

Diamond Star Halo
- 1994 — In the Rough

Hovercraft
- 1996 — Hovercraft
- 1997 — Akathisia[4]

Unified Theory
- 1999 — Four Songs ‎(EP)
- 2000 — Unified Theory
- 2008 — Cinematic

Candlebox
- 1998 — Happy Pills
- 2008 — Into The Sun
- 2012 — Love Stories & Other Musings
- 2016 — Disappearing In Airports
- 2021 — Wolves

На альбомах інших виконавців
- 2006 — Шейєн Кімбалл[en] — The Day Has Come
- 2008 — Шон Сміт[en] — The Diamond Hand
- 2012 — Джун Волфсберг[en] — Wonderland[7]